# Christian Kert

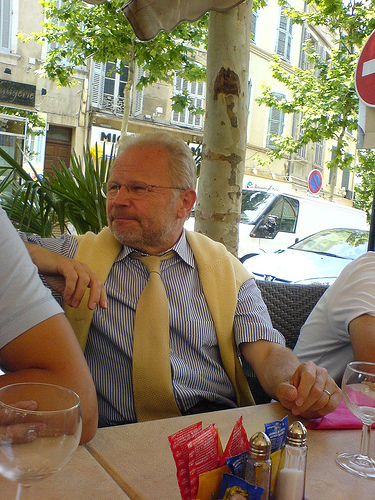
Kert 2007

Christian Kert (* 25. Juli 1946 in Salon-de-Provence) ist ein französischer Politiker. Er ist seit 1988 Abgeordneter der Nationalversammlung.
Kert wuchs in Salon-de-Provence aus und studierte in Aix-en-Provence Jura. Er wurde zum Anhänger der Christdemokratie, arbeitete für eine Zeitung mit dieser Ideologie und zog 1977 in den Stadtrat von Salon-de-Provence ein. 1983 stieg er zum stellvertretenden Bürgermeister der Stadt auf. Im 11. Wahlkreis des Départements Bouches-du-Rhône wurde er 1988 in die Nationalversammlung gewählt, zuerst für die UDF. 1993, 1997, 2002, 2007 und 2012 wurde er wiedergewählt. Er schloss sich der 2002 gegründeten UMP an.